# Thí nghiệm trên khỉ

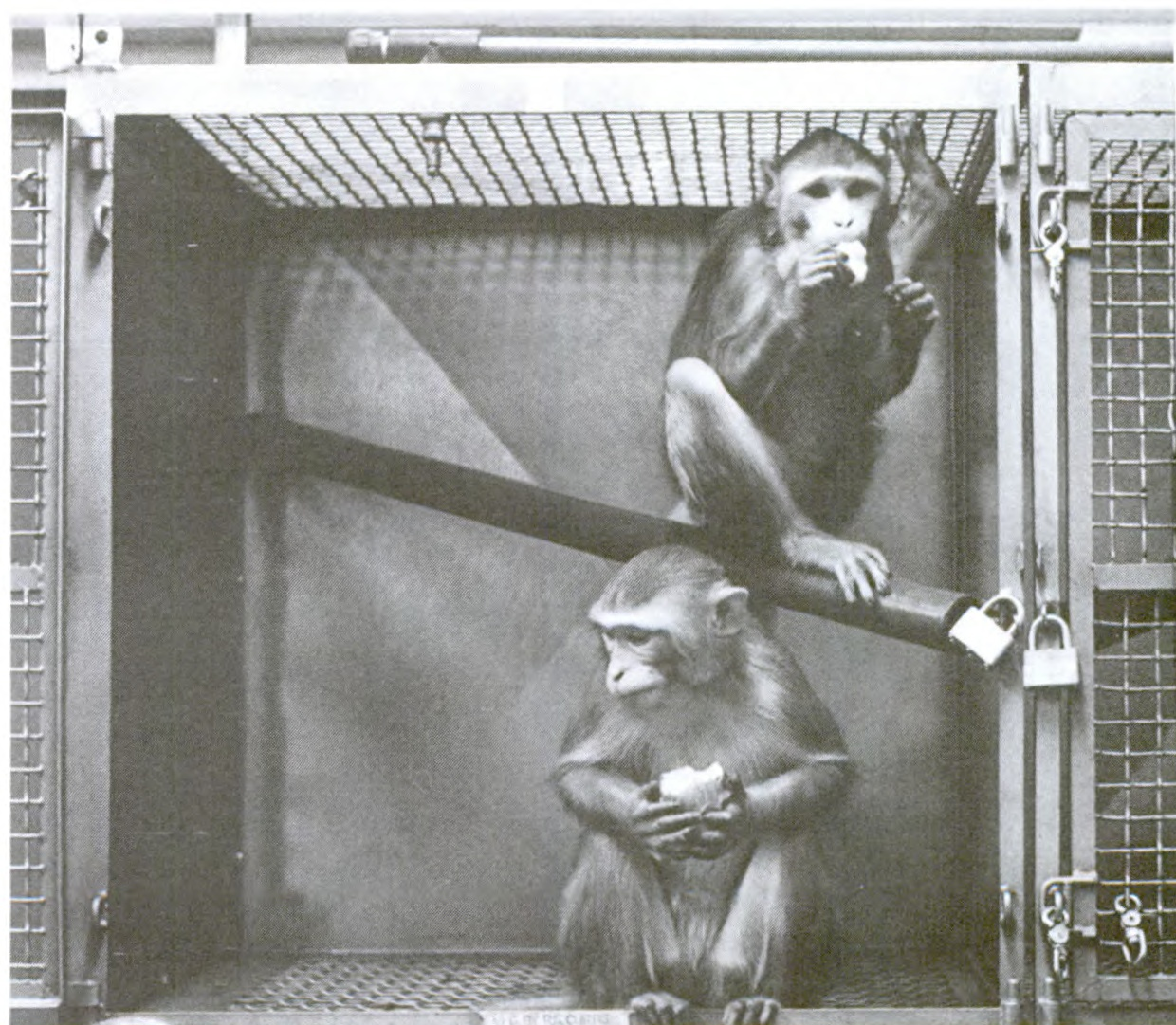
Hai con khỉ trong lồng thí nghiệm

Các thí nghiệm trên bộ linh trưởng bao gồm thử nghiệm của độc tính đối với các chất y tế và phi y tế; các nghiên cứu về bệnh truyền nhiễm, như HIV và viêm gan; nghiên cứu về thần kinh; hành vi và nhận thức; sinh sản; di truyền học; và cấy ghép các cơ quan giữa các chủng loài. Khoảng 65.000 thí nghiệm đã được thực hiện hàng năm ở Hoa Kỳ và khoảng 7.000 trên khắp Liên minh Châu Âu. Hầu hết động vật thí nghiệm được lai tạo có mục đích, trong khi một số bị đánh bắt trong tự nhiên.
Việc sử dụng khỉ để thí nghiệm đang gây những tranh cãi. Theo Hội đồng Đạo đức Sinh học Nuffield, khỉ được sử dụng vì não của chúng có chung các đặc điểm cấu trúc và chức năng với não người, nhưng "trong khi sự tương đồng này có những lợi thế về mặt khoa học, nó gây ra một số vấn đề nghiêm trọng về mặt đạo đức, vì khả năng cao động vật linh trưởng phải chịu đựng những đau đớn như con người. "  Một số cuộc phản đối công khai vào các cơ sở nghiên cứu động vật của các nhóm bảo vệ quyền động vật đã xảy ra vì các thí nghiệm trên khỉ vẫn diễn ra. Một số nhà nghiên cứu linh trưởng đã từ bỏ công việc của họ vì bị đe dọa hoặc bị tấn công.

## Tình trạng pháp lý
Con người được công nhận và được pháp luật bảo vệ bởi Tuyên ngôn Nhân quyền của Liên hợp quốc. Các loài linh trưởng không được công nhận là người ở hầu hết các quyền pháp lý, điều này đồng nghĩa với việc lợi ích cá nhân của chúng không được công nhận hoặc bảo vệ chính thức. Tình trạng của các loài khỉ hiện nay đang gây ra nhiều tranh cãi, đặc biệt là thông qua Dự án các loài vượn lớn, trong đó nêu lên rằng các loài vượn lớn (khỉ đột, đười ươi, tinh tinh, bonobos) cũng cần được công nhận địa vị pháp lí và được bảo vệ ba lợi ích cơ bản: quyền được sống, bảo vệ tự do cá nhân và cấm các hành vi tra tấn, ngược đãi.
Việc sử dụng các loài khỉ cho thí nghiệm ở EU được quy định theo Chỉ thị 2010/63 / EU. Chỉ thị có hiệu lực kể từ ngày 01 tháng 01 năm 2013. Chỉ thị cho phép sử dụng các loài khỉ nếu không có phương pháp thay thế nào khác. Việc thử nghiệm trên khỉ được phép dùng cho nghiên cứu cơ bản và đã được ứng dụng, thử nghiệm chất lượng và độ an toàn của thuốc, thực phẩm và các sản phẩm khác; và những nghiên cứu nhằm mục đích bảo tồn các loài động vật. Việc sử dụng các loài vượn thường không bị cấm, trừ khi người ta tin rằng các hành động này là cần thiết để bảo tồn động vật.
Một sửa đổi vào năm 2013 đối với Đạo luật Phúc lợi Động vật của Đức, với các quy định đặc biệt dành cho khỉ, đã dẫn đến lệnh cấm gần như hoàn toàn đối với việc sử dụng vượn lớn làm động vật thí nghiệm. Lần cuối cùng loài vượn lớn được sử dụng trong các phòng thí nghiệm ở Đức là năm 1991.

## Các loài và tổng số được sử dụng

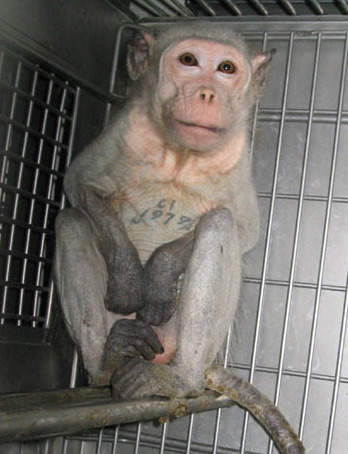
Phòng thí nghiệm khỉ ở Covance, Vienna, Virginia, 2004–05

Hầu hết các loài khỉ được thí nghiệm là một trong ba loài khỉ macaca, chiếm 79% tổng số loài linh trưởng được sử dụng trong nghiên cứu ở Anh và 63% trong tổng số nghiên cứu do liên bang tài trợ cho các dự án sử dụng động vật linh trưởng ở Hoa Kỳ  Một số lượng nhỏ khỉ đuôi sóc, khỉ tam thể, khỉ nhện, khỉ cú, khỉ vervet, khỉ sóc và khỉ đầu chó cũng được sử dụng ở Vương quốc Anh và Hoa Kỳ.Loài vượn lớn đã không được sử dụng ở Vương quốc Anh kể từ khi có lệnh cấm của chính phủ vào năm 1998. Tại Hoa Kỳ, các phòng thí nghiệm nghiên cứu sử dụng 1.133 con tinh tinh tính đến tháng 10 năm 2006.
Hầu hết các loài linh trưởng được lai tạo có mục đích, trong khi một số bị bắt từ tự nhiên. Vào năm 2011, ở EU, 0,05% động vật được sử dụng trong quy trình thử nghiệm trên động vật là khỉ.

### Độ phổ biến
Có những dấu hiệu cho thấy việc sử dụng khỉ cho thí nghiệm đang gia tăng ở một số quốc gia, một phần là do quỹ nghiên cứu y sinh ở Mỹ đã tăng hơn gấp đôi kể từ thập kỉ 1990. Năm 2000, Viện Sức khỏe Quốc gia đã xuất bản một báo cáo  khuyến nghị rằng Hệ thống Trung tâm Nghiên cứu Linh trưởng Khu vực được đổi tên thành Hệ thống Trung tâm Nghiên cứu Linh trưởng Quốc gia và kêu gọi tăng số thí nghiệm trên khỉ cho các nhà nghiên cứu và tuyên bố rằng "các loài khỉ đóng vai trò rất quan trọng đối với một số nghiên cứu về y sinh và hành vi.
Năm 2013, số liệu của Bộ Nội vụ Anh cho thấy số lượng động vật linh trưởng được sử dụng ở Anh là 2.440, giảm 32% so với 3.604 con vào năm 1993. Trong cùng thời điểm, số các thủ tục liên quan đến thí nghiệm trên khỉ đã giảm 29% (từ 4.994 xuống còn 3.569).